# Mayoiga
Mayoiga (迷家 lit. El pueblo perdido?) es una serie de anime producida por Diomedéa, dirigida por Tsutomu Mizushima y escrita por Mari Okada, con diseños de personajes por Naomi Ide y música por Masaru Yokoyama. La serie se comenzó a emitir el 1 de abril del 2016 y finalizó el 18 de junio del 2016.

## Argumento
Treinta jóvenes hombres y mujeres reunidos en un autobús turístico con destino al elusivo y posiblemente imaginario pueblo de Nanaki, un lugar del que se dice que en él se puede llevar una existencia utópica, libre de los obstáculos que impone el mundo. El autobús se adentra en las montañas cargado con treinta personas, cada una de ellas con sus propias expectativas y sus propias heridas en el corazón.

## Personajes
Mitsumune (光宗?)
 Seiyū: Kōdai Sakai
￼El protagonista principal de la historia, un chico joven de secundaria que escapó de su hogar.
Masaki (真咲?)
 Seiyū: Yuka Aisaka
Hayato (颯人?)
 Seiyū: Taku Yashiro
Koharun (こはるん?)
 Seiyū: Kaoru Sakura
Valkana (ヴァルカナ Varukana?)
 Seiyū: Tatsuhisa Suzuki
Lion (リオン Rion?)
 Seiyū: Hiromi Igarashi
Lovepon (らぶぽん Rabupon?)￼

 Seiyū: Ai Kakuma
Maimai (マイマイ?)
 Seiyū: Ayaka Shimizu
Nanko (ナンコ?)
 Seiyū: Konomi Tada
Jack (ジャック Jakku?)
 Seiyū: Kosuke Miyoshi
Un chico de secundaria que escapó de rehabilitación por atacar a un compañero.
Mikage Yura (実影 Mikage?)
 Seiyū: Yoshiaki Hasegawa
Hyoketsu No Judgeness (氷結のジャッジネス Hyōketsu No Jajjinesu?)
 Seiyū: Atsushi Abe
Un chico chuunibyou de secundaria que solía sufrir acoso por parte de sus compañeros.
Nyanta (ニャンタ?)
 Seiyū: Eri Inagawa
Una chica de secundaria, aparentemente aficionada por las armas, que solía sufrir acoso por compañeras mayores que ella.
 Manbe  (まんべ?)
 Seiyū: Junji Majima
Yottsun  (よっつん?)
 Seiyū: Junji Majima
 Yamauchi (山内?)
 Seiyū: Kazuki Narumi
Wankoro (わんこ?)
 Seiyū: Kōhei Amasaki
Yūna (ユウナ?)
 Seiyū: Kaede Yuasa
Yūne (ユウネ?)
 Seiyū: Konomi Tada
Yūno  (ユウノ?)
 Seiyū: Sayaka Senbongi
Pii-tan (ぴーたん?)
 Seiyū: Lynn
Soy Latte (ソイラテ  Soirate?)
 Seiyū: Lynn
Nettaiya (熱帯夜?)
 Seiyū: Sakura Nakamura
Naana (なあな?)
 Seiyū: Sayaka Nakaya
Daahara (ダーハラ Dāhara?)
 Seiyū: Shinya Takahashi
Toshi Boy (トシボーイ Toshiboi?)
 Seiyū: Shinya Takahashi
Pūko (プゥ子?)
 Seiyū: Shiori Sugiura
Jigoku no Gōka (地獄の業火?)
 Seiyū: Shun Horie
Dozaemon (ドザえもん?)
 Seiyū: Tarusuke Shingaki
Toriyasu (鳥安?)
 Seiyū: Tarusuke Shingaki
Conductor
 Seiyū:  Satoshi Mikami

## Media

### Anime
La serie de anime es producida por el estudio Diomedea y dirigida por Tsutomu Mizushima. Comenzó a emitirse el 1 de abril de 2016.
Su opening es "Genshō Drive" (幻想ドライブ Genshō Doraibu?) interpretado por Ami Wajima, mientras que el ending es "Ketsuro" (結露?) interpretado por Rina Katahira.

#### Lista de episodios
| Núm. | Título                                                                                                  | Fecha de Estreno    |
| --- | --- | ------------------- |
| 1 | "Mira antes de saltar" "Tekkō wo Tataite Wataru" (鉄橋を叩いて渡る)                                     | 2 de abril de 2016  |
| Un gran grupo de personas viajan en autobús con la intención de llegar a un pueblo llamado Nanaki con la esperanza de comenzar una nueva vida todos juntos, pero parece que esas personas son un tanto inestables. | |                     |
| 2 | "Niebla Cegadora" "Itsusunsaki wa Kiri" (一寸先は霧)                                                    | 9 de abril de 2016  |
| El grupo continua su viaje, no sin algunos contratiempos que les hace seguir a pie. Al llegar al pueblo surge la duda si es o no Nanaki.                                                                           | |                     |
| 3 | "A la distancia" "Bōjakubujin" (若無人)                                                                 | 16 de abril de 2016 |
| Las discusiones continúan. También encuentran cultivos, utensilios de cocina, un pozo de agua...Todo como si allí hubiese estado viviendo gente hasta hace poco.                                                   | |                     |
| 4 | "El ahogo de Yotssun" "Yotssun no Kawanagare" (よっつんの川流れ)                                        | 23 de abril de 2016 |
| Yottsun continua desaparecido y la búsqueda se hace cada vez más difícil debido a la oscuridad y a los atemorizantes sonidos de los que ellos piensan podría ser un oso o un tigre.                                | |                     |
| 5 | "Es confuso con 3 Yuunas" "Yūna 3nin Iru to Magirawashii" (ユウナ3人いると紛らわしい)                   | 30 de abril de 2016 |
| Mientras discuten como Jack pudo haber escapado, en el grupo surge una nueva cuestión: si Mitsumune realmente existe o si es un fantasma. Mientras el conductor ve algo que confunde aún más al grupo.             | |                     |
| 6 | "La inmoralidad del Monje" "Bōzu no fudōtoku" (坊主の不道徳)                                            | 6 de mayo de 2016   |
| Mientras el grupo se reúne, las sospechas mutuas traban la dinámica del grupo. Al mismo tiempo más personas del grupo empiezan a ver apariciones.                                                                  | |                     |
| 7 | "Cuando el Gato no esta, los Ratones hacen Fiesta" "Oni no inu ma ni warudakumi" (鬼のいぬ間に悪だくみ) | 13 de mayo de 2016  |
| Mitsumune y Masaki tienen un cara a cara en el que Mitsumune revela su pasado y que lo llevó a Nanaki. | |                     |
| 8 | "Visita Nanaki antes de dudar de Masaki" "Nanaki Tazunete Masaki o Utagau" (納鳴訪ねて真咲を疑う)       | 20 de mayo de 2016  |
| Masaki, juzgada por todos, tiene que confesar la verdad de cómo pasaron las cosas anteriormente y cómo supo de la existencia de Nanaki.                                                                            | |                     |
| 9 | "Hyoketsu en la Luz de la Luna" "Gekka Hyōketsu" (月下氷結)                                             | 27 de mayo de 2016  |
| Ya en el autobús, y ante la insistencia del conductor de querer ver a su hija, Hayato, Mitsumune, Masaki y este atraviesan un túnel que los llevará a un lugar desconocido para ellos.                             | |                     |
| 10 | "Peligro Pasado, Dios Olvidado" "Kurushii Toki no Kamisama Danomi" (苦しい時の神様頼み)                 | 3 de junio de 2016  |
| Por un lado Mitsumune y Yottsun hablan con un viejo investigador que conoce mucho de Nanaki. Por otro lado Lion y las chicas hablan con un tipo misterioso que les explicará que es Nanaki                         | |                     |
| 11 | "Sube al autobús, y la canción entrará en ti" "Basu ni Noreba Utagokoro" (バスに乗れば唄心)             | 10 de junio de 2016 |
| El grupo comienza a descubrir la verdad sobre Nanaki y cómo confrontarlo. | |                     |
| 12 | "Nanaki refleja tu alma" "Nanaki wa Kokoro no Kagami" (ナナキは心の鏡)                                  | 17 de junio de 2016 |
| La serie llega a su conclusión con el grupo dividido. | |                     |

### Manga
Una adaptación a manga titulada Mayoiga ~Tsumi to Batsu~ (迷家～ツミトバツ～) es dibujada por Subaru Fuji, y comenzó a ser serializada en MangaOne a partir del 10 de abril de 2016.

### Novela
Una novela spin-off escrita por Tsukasa Tsuchiya e ilustrada por Kei esta programada para ser lanzada el 17 de agosto de 2016. Tratará sobre una historia original centrada en el personaje Lion.